# Ivonne Reyes
Ivonne Dayanna Reyes Torres (Valencia, Venezuela; 8 de octubre de 1967), conocida artísticamente como Ivonne Reyes, es una actriz, empresaria, modelo y presentadora de televisión venezolana que logró consolidar su carrera en España desde inicios de la década de los noventa. En 1999 le fue concedida la nacionalidad española por residencia. El 16 de mayo de 2013 inicia su faceta de empresaria con el lanzamiento de su primer perfume, IR by Ivonne Reyes.

## Biografía
Ivonne Dayana Reyes Torres nació en el Hospital Central de Valencia, Venezuela el 8 de octubre de 1967. Hija de Francisa Elena Torres y Saúl Reyes González, es la cuarta de cinco hermanos: Fernando, Nory, Clairet y David Fernando. Estudió la preparatoria en los institutos Vicente Emilio Sojo y Colegio San Marcos. Vivió en el sector tres de La Isabelica de Valencia hasta 1985, cuando cumple la mayoría de edad y se muda a Caracas.
En 1990 se casa con Miguel "Micky" Mata, hermano y mánager del actor venezolano Carlos Mata, quien le abre las puertas al mundo del entretenimiento con pequeños papeles. La pareja se muda a Miami, Florida en los Estados Unidos una vez casados. Ivonne visita España como turista pero decide quedarse en 1991. Su matrimonio con Miguel Mata termina en 1995. Se convierte en madre el 3 de abril de 2000 con el nacimiento de su único hijo, Alejandro Reyes Torres, la paternidad de su hijo fue atribuida al presentador de televisión Pepe Navarro. A lo largo de los años se han presentado diferentes recursos legales.
El 23 de mayo de 2016 se revela que su hermano menor David, se suicida en Madrid. El 14 de febrero de 2017 se hace pública su relación sentimental con Sergio Ayala, durante las transmisiones del programa Gran Hermano VIP. En 2019 estrena en su canal de Youtube su primer reality show titulado Backstage Experience dirigido por el periodista venezolano Héctor Palmar.

## Televisión
Comenzó su carrera en la televisión venezolana con pequeños papeles de extra en las producciones Cristal de 1985 y Abigail de 1988.  Debido al éxito que obtiene la telenovela venezolana Cristal en España, recibe una invitación de su cuñado para ir de vacaciones a España durante la gira promocional y es así como llega a finales de 1990 a Madrid. Llegó a la pequeña pantalla en 1991, como azafata del concurso El precio justo, presentado por Joaquín Prat. Le siguieron en orden Todo por la pasta, La batalla de las estrellas, Gran fiesta y El gran juego de la oca, este último gozó de gran populariad en países como México y Venezuela.
Su faceta de actriz la desarrolló principalmente en televisión, primero en Venezuela con telenovelas como El país de las mujeres y Hechizo de amor donde realizó cameos debido a su residencia española. En España participó exitosamente en la telenovela La verdad de Laura.
Su faceta como presentadora ha sido la más fructífera en la televisión española. Recientemente ha participado en programas en formato de telerrealidad como la edición 2017 de Gran Hermano VIP, donde saldría el día 9 de marzo de 2017 cómo la octava concursante expulsada del reality, y el espacio Ven a cenar conmigo: Gourmet edition en 2018. Es corresponsal para el canal Red Moda del canal de televisión paraguaya RPC desde 2019.
En 2019 hizo un cameo interpretándose a sí misma en la serie de televisión Señoras del (h)AMPA.

## Modelaje
Intentó participar de manera fallida en el Miss Venezuela 1986 pero ante la respuesta negativa de Osmel Sousa decide emprender otros proyectos. Participó representando a Venezuela en el extinto concurso de Belleza Miss Confraternidad Suramericana 1987, donde obtuvo el tercer lugar. Con su llegada a Miami, Estados Unidos, en 1990 participó como imagen publicitaria de diferentes campañas con la agencia de modelaje Spotlight donde fue imagen de marcas como Green & Green. Una vez en España y con la popularidad que gozaron sus proyectos fue seleccionada como imagen de marcas como Torero, Peluquerías Rizos y/o Azul Rizos, El Corte Inglés y Más Visión. En la actualidad realiza presentaciones corporativas para empresas como: Groupama, Philips Morris, Helados Nestlé, Heineken, Vodafone, entre un sinfín de eventos e inauguraciones.

## Cine
Ha participado en diferentes películas largometrajes como: La sal de la vida de 1996, Muchacho solitario con Servando y Florentino en 1999, Los pájaros se van con la muerte de 2011 y Santiago Apóstol de 2017. Ha participado en dos cortometrajes, Malasombra del director venezolano Miguel Ferrari y The Mask of Bauta en 2012.

## Teatro
Su debut en el teatro inició en 1999 cuando fue escogida por la productora Red Teatral para protagonizar la adaptación del famoso musical Grease titulada 'Grease Tour' donde compartió escenario con cantantes como Rebeca, Edu del Prado, Ángel Ríos o Roberto Gilc. En 2012 protagoniza el montaje teatral Violines y trompetas con el papel de Irene.

## Labor social
A lo largo de su carrera ha prestado su imagen a diferentes causas benéficas entre las que destacan niños con enfermedades raras y crónicas con la Fundación Global Gift en 2017 y la Fundación Healing Venezuela en 2019 destinada a recopilar recursos para niños en situación de desnutrición.

## Filmografía

### Películas
| Películas | Películas                        | Películas        | Películas       |
| Año       | Título                           | Personaje        | Notas           |
| --------- | -------------------------------- | ---------------- | --------------- |
| 1996      | La sal de la vida                | Andrea           | Papel principal |
| 1999      | Muchacho solitario               | Madre            | Papel principal |
| 2009      | Malasombra                       | Ángeles          | Cortometraje    |
| 2011      | Los pájaros se van con la muerte | Prostituta       | Papel principal |
| 2012      | The Mask of Bauta                | Detective Carmen | Cortometraje    |
| 2017      | Yerma: Barren                    | Criada           | Papel menor     |
| 2017      | Santiago Apóstol                 | Salomé           | Papel principal |

### Telenovelas
| Series de televisión | Series de televisión   | Series de televisión    | Series de televisión | Series de televisión |
| Año                  | Título                 | Personaje               | Cadena               | Notas                |
| -------------------- | ---------------------- | ----------------------- | -------------------- | -------------------- |
| 1985                 | Cristal                | Extra                   | RCTV                 | 1 episodio           |
| 1988                 | Abigail                | Extra                   | RCTV                 | 1 episodio           |
| 1998                 | El país de las mujeres | Lucía Santaella         | Venevision           | 1 episodio           |
| 2000                 | Hechizo de amor        | Regina Fuentes          | Venevisión           | 1 episodio           |
| 2002                 | La verdad de Laura     | Beatriz "Bea" de Luarca | La 1                 | 75 episodios         |

### Series de televisión
| Series de televisión | Series de televisión    | Series de televisión | Series de televisión | Series de televisión |
| Año                  | Título                  | Personaje            | Cadena               | Notas                |
| -------------------- | ----------------------- | -------------------- | -------------------- | -------------------- |
| 1993                 | Truhanes                | Mujer                | Telecinco            | 1 episodio           |
| 1995                 | ¿Quién da la vez?       | Ivonne               | Antena 3             | 5 episodios          |
| 1995                 | Hermanos de leche       | Mujer                | Antena 3             | 1 episodio           |
| 1996                 | Éste es mi barrio       | Modelo               | Antena 3             | 2 episodios          |
| 1996                 | ¡Qué loca peluquería!   | Mujer                | Antena 3             | 1 episodio           |
| 1997                 | Hostal Royal Manzanares | Gracia               | La 1                 | 1 episodio           |
| 2004                 | Lady Kaña               | Luisa Puertas        | Forta                | 1 episodio           |
| 2019                 | Señoras del (h)AMPA     | Presentadora         | Telecinco            | 2 episodios          |

### Programas de televisión
| Programas de televisión | Programas de televisión              | Programas de televisión | Programas de televisión |
| Año                     | Título                               | Cadena                  | Notas                   |
| ----------------------- | ------------------------------------ | ----------------------- | ----------------------- |
| 1991-1992               | El precio justo                      | La 1                    | Azafata                 |
| 1993                    | Todo por la pasta                    | Antena 3                | Presentadora            |
| 1993-1994               | La batalla de las estrellas          | Telecinco               | Colaboradora            |
| 1994                    | Gran fiesta                          | Telecinco               | Presentadora            |
| 1994-1995               | El gran juego de la oca              | Antena 3                | Presentadora            |
| 1995                    | Ta tocao                             | Antena 3                | Presentadora            |
| 1996                    | La noche prohibida                   | Antena 3                | Presentadora            |
| 1997                    | Esta noche cruzamos el Mississippi   | Telecinco               | Colaboradora            |
| 1998                    | Im presionante                       | Antena 3                | Presentadora            |
| 2001-2003               | El Grand Prix                        | La 1                    | Invitada                |
| 2005                    | El verano de tu vida                 | La 1                    | Presentadora            |
| 2005                    | ¡Hagamos el humor!                   | Canal Sur               | Presentadora            |
| 2007                    | El club de Flo                       | La Sexta                | Participante            |
| 2007                    | Mira quien baila                     | La 1                    | Concursante             |
| 2009                    | Verano de campeones                  | Antena 3                | Presentadora            |
| 2011                    | Tensión sin límite                   | Veo Televisión          | Presentadora            |
| 2013                    | El mánager                           | La Siete                | Colaboradora            |
| 2017                    | Gran Hermano VIP                     | Telecinco               | Concursante             |
| 2017                    | El debate de Las Campos              | Telecinco               | Colaboradora            |
| 2018                    | Volverte a ver                       | Telecinco               | Invitada                |
| 2018                    | Ven a cenar conmigo: Gourmet edition | Cuatro                  | Participante            |
| 2018                    | Sábado Deluxe                        | Telecinco               | Colaboradora            |
| 2020                    | Supervivientes 2020                  | Telecinco               | Defensora de su hijo    |
| 2020                    | Viva la vida                         | Telecinco               | Colaboradora            |
| 2022                    | Sábado Deluxe                        | Telecinco               | Invitada                |
| 2022                    | Ya son las ocho                      | Telecinco               | Colaboradora            |
| 2022                    | Atrápame si puedes                   | Forta                   | Concursante             |
| 2023-2025               | Pasapalabra                          | Antena 3                | Invitada                |
| 2024                    | El Cazador Stars                     | La 1                    | Concursante             |

### Teatro
| Obras de teatro | Obras de teatro      | Obras de teatro | Obras de teatro |
| Año             | Título               | Personaje       | Notas           |
| --------------- | -------------------- | --------------- | --------------- |
| 1999-2001       | Greasemanía Live     | Sandy           | Papel Principal |
| 2012            | Violines y trompetas | Irene           | Papel principal |